# Tricongius amazonicus
Espèce
Tricongius amazonicus est une espèce d'araignées aranéomorphes de la famille des Prodidomidae.

## Distribution
Cette espèce est endémique d'Amazonas au Brésil,. Elle se rencontre vers le rio Tarumã Mirim.

## Description
Le mâle holotype mesure 2,40 mm et la femelle paratype 3,26 mm.

## Systématique et taxinomie
Cette espèce a été décrite par Platnick et Höfer en 1990.

## Étymologie
Son nom d'espèce lui a été donné en référence au lieu de sa découverte, l'Amazonas.

## Publication originale
- Platnick & Höfer, 1990 : « Systematics and ecology of ground spiders (Araneae, Gnaphosidae) from central Amazonian inundation forests. » American Museum novitates, no 2971, p. 1-16 (texte intégral).